# Giulio Mancinelli
Pour les articles homonymes, voir Mancinelli.
Giulio Mancinelli, né en 1537 à Macerata et mort en 1618 à Naples est un prêtre jésuite Italien missionnaire.

## Biographie
Giulio Mancinelli est né dans une famille noble italienne Il rejoignit les Jésuites en 1558 et fit tout sa formation de jésuite au collège romain. En 1570 il est nommé recteur du collège de Florence. À partir de 1575 sa vie change. Il devient missionnaire itinérant. Ses premiers voyages le conduisent en Bosnie et en Dalmatie. Puis à la demande du pape en 1583 il est à Constantinople pour y fonder la première mission jésuite. Les jésuites se voient alors confiés une église, l'église Saint-Benoit qu'ils transforment pour en faire une école. Son périple ne s'arrête pas là. Il passe plusieurs mois dans la république des Deux Nations, se rend en Russie avant de conduire une mission à la demande du roi de Naples de rachat d'esclaves chrétiens détenus en Algérie (1592). Par la suite, et jusqu'à sa mort, il consacrera l'essentiel de son temps à circuler à l'intérieur du royaume de Naples. 

### Le visionnaire
Lors de son voyage en Algérie Giulio Mancinelli raconte avoir été comme rapté dans une extase: « des saints et des anges lui sont apparus pour le rassurer sur le résultat positif de la mission ». En 1608, il est en mission en Angleterre et selon son propre témoignage dit une fois de plus avoir été gratifié de visions angeliques. L'ensemble de ses voyages avec ses manifestations extraordinaires sont mises par écrits par ses soins dans un grand récit autobiographique intitulé: Historia della vocazione e peregrinazione del Padre auquel il rajoute deux petits traités de vie spirituelle, le Compendio di vita spirituale ridotto in orationi et meditationi et le Dove si tratta delle sue rivelationi. Du fait de ses visions mystiques il fut pressenti après sa mort comme possible saint. Sa cause néanmoins n'aboutira pas.